# Кромвель, Томас, 1-й граф Ардгласс
Томас Кромвель, 1-й граф Ардглас (англ. Thomas Cromwell, 1st Earl of Ardglass; 11 июня 1594 — 20 ноября 1653) — английский дворянин и пэр, сын Эдварда Кромвеля, 3-го барона Кромвеля, и его второй жены Фрэнсис Ругге.

## Биография
Родился 11 июня 1594 года. Единственный сын и преемник Эдварда Кромвеля, 3-го барона Кромвеля (ок. 1560—1607), и его второй жены Фрэнсис Ругге (? — до 1631).
Он наследовал своему отцу титул 4-го барона Кромвеля 24 сентября 1607 года. 22 ноября 1624 года Томас Кромвель получил от короны титул 1-го виконта Лекейла в Ольстере (Пэрство Ирландии).
Будучи сторонником английского короля Карла I Стюарта во время Гражданской войны, Томас Кромвель был его командиром конного полка (Ирландия). 15 апреля 1645 года в награду за верную службу Томас Кромвель получил титул 1-го графа Ардгласса (Пэрство Ирландии). Впоследствии он заключил мир с парламентом, заплатив 460 фунтов стерлингов за свою «провинность».

## Брак и дети
Томас Кромвель женился на Элизабет Меверелл (? — 1651), дочери и наследнице Роберта Меверелла из Илама, Стаффордшир, и Троули-Холла, Стаффордшир (умер 5 февраля 1627/1628) и Элизабет Флеминг (? — 1628), дочери сэра Томаса Флеминга, лорда главного судьи королевской скамьи. У супругов было трое детей:
- Мэри Кромвель (? — 8 апреля 1676), муж — Уильям Фицхерберт из Тиссингтона, Дербишир (1624/1629 — 24 июня 1697), который женился во второй раз на Энн Бретон, вдове Джона Паркера из Лондона, и дочери Ричарда Бретона из Элместорпа, Лестершир. Брак был бездетным.
- Вингфилд Кромвель, 2-й граф Ардгласс (12 сентября 1624 — 3 октября 1668)
- Вер Эссекс Кромвель, 4-й граф Ардгласс (2 октября 1625 — 26 ноября 1687).

Томас Кромвель и его жена Элизабет умерли в 1653 году и были похоронены в церкви Святого Петра, Тикенкот, графство Ратленд, а его последнее завещание, датированное 26 марта 1653 года, было утверждено в 1661 году.